# The Rosetta Foundation
The Rosetta Foundation è un'iniziativa di ricerca sostenuta dal governo irlandese. Si tratta di un ramo del centro di ricerca sulla localizzazione dell'Università di Limerick, in Irlanda, e del Centre for Next Generation Localisation (CNGL). Lo scopo principale della Rosetta Foundation è quello di fare in modo che le informazioni siano disponibili a tutti gli individui in tutto il mondo, indipendentemente dalla loro classe sociale, dalla loro lingua, cultura e posizione geografica.
La Rosetta Foundation intende lanciare una piattaforma di tecnologia della localizzazione per traduttori volontari e per organizzazioni a scopo non lucrativo che possano contribuire alla traduzione e alla divulgazione di informazioni vitali per comunità bisognose nel mondo.

## Origine del nome
Il nome proviene dalla Stele di Rosetta. Nel 196 a.C., il testo, un editto di Tolomeo V, fu scolpito in egiziano e in greco usando tre modi di scrittura diversi (geroglifico egizio, demotico, greco antico ) in onore del faraone egiziano.  Nell'Egitto tolemaico, il geroglifico veniva usato principalmente per epigrafi monumentali mentre la lingua corrente era il demotico, per il popolo, ed il greco per la classe dirigente. La pietra fu scoperta nel 1799 in un piccolo villaggio egiziano chiamato Rosetta che diede il nome alla pietra. Grazie al testo greco fu possibile iniziare a decifrare l'antica lingua egizia nelle sue diverse forme grafiche.

## Fini e scopi dell'organizzazione
1. Alleviare la povertà, sostenere l'assistenza sanitaria, sviluppare l'educazione e promuovere la giustizia attraverso l'accesso all'informazione e alla conoscenza a livello mondiale
2. Fornire l'accesso all'informazion e alla conoscenza attraverso l'eliminazione delle barriere linguistiche
3. Rimuovere le barriere linguistiche mettendo a disposizione un'infrastruttura per la traduzione e la localizzazione sia a livello internazionale che locale
4. Utilizzare tale infrastruttura per creare lavoro e prosperità di modo da raggiungere uguaglianza
5. Fare in modo che questa iniziativa sia sostenibile, globale e basata du princìpi sociali.

Lo scopo de La Rosetta Foundation è, come era quello della pietra Rosetta, di fornire informazioni a più persone possibili. Per assicurarsi che tali informazioni non fossero solo inviate ma anche ricevute dalla gente, è dunque importante comunicare nella loro lingua. L'accesso all'informazione nella propria lingua è un diritto umano che la Rosetta Foundation è impegnata a preservare e proteggere.

## Storia: il via in Europa
Il via in Europa ebbe luogo tra il 21 e il 23 settembre 2009 a Limerick, in Irlanda, con una conferenza dell'AGIS '09 (Action for Global Information Sharing) che diede l'opportunità a traduttori volontari, specialisti nella localizzazione e NGOs di riunirsi, interagire e confrontare il loro lavoro.

## Il via negli Stati Uniti
Il via negli Stati Uniti ebbe luogo il 20 ottobre 2009 durante la conferenza mondiale sulla localizzazione a Santa Clara, in California. Il corso fornì uno sguardo generale sulla struttura dell'organizzazione, gli scopi, gli obiettivi e i piani strategici de La Rosetta Foundation. Apprendisti traduttori presero parte alla piattaforma tecnologica della traduzione e della localizzazione - GlobalSight

## Aree di attività
La Rosetta Foundation sostiene attività a scopo non lucrativo della localizzazione e della traduzione. Ha a che fare con tutti coloro che vogliono mettere a disposizione di tutti l'accesso alle informazioni attraverso le lingue, indipendenti da influenze economiche o di mercato, includendo anche compagnie di localizzazione e traduzione, technology developers e organizzazioni non governamentali e senza scopo lucrativo.
L'obiettivo è rispondere a esigenze di traduzione che vanno oltre quei servizi offerti dai principali provider di traduzione (online) appoggiandosi a community (o comunità) sul territorio. Usando risorse locali, il lavoro de La Rosetta Foundation può dunque far fronte allo sviluppo, l'assistenza sanitaria, l'educazione e la giustizia.

## La piattaforma tecnologica
La Rosetta Foundation è attivamente coinvolta nello sviluppo del GlobelSight e Crowdsight, che le sue colonne portanti dell'organizzazione. Entrambi i sistemi sono sistemi di risorse aperti al pubblico originariamente creati da Transware e poi passato in mano ai nuovi proprietari Welocalize all'inizio del 2009. Sponsorizzato da Welocalize, GlobalSight è una risorsa aperta Globalization Management System (GMS) che aiuta ad automatizzare i duri compiti della creazione, della traduzione, della revisione, del mantenimento e del controllo del contenuto globale.
CrowdSight è una risorsa aperta completamente integrate a GlobalSight. È usata in particolare per contrattare le giuste persone che sappiano fornire una traduzione rapida ai testi molto richiesti. Attualmente, i membri della GlobalSight sono oltre 1500.
Questa piattaforma tecnologica viene utilizzata dalla Rosetta Foundation per i suoi progetti.

## Tabella dei direttori de La Rosetta Foundation
| Membri           | Compagnia                                          |  |
| ---------------- | -------------------------------------------------- |  |
| Reinhard Schäler | Localisation Research Centre                       |  |
| Alan Barret      |                                                    |  |
| Brian Kelly      | Breakout Interactive Ltd                           |  |
| Mahesh Kulkarni  | Centre for the Development of Advanced Computing   |  |
| John Papaioannou | Bentley Systems                                    |  |
| Stephen Roantree | Network Provider Manager at Allianz Worldwide Care |  |
| Páraic Sheridan  | Centre for Next Generation Localisation            |  |
| Michael Smith    | IStockphotocis                                     |  |
| Francis Tsang    | Adobe                                              |  |
| Smith Yewell     | Welocalize                                         |  |

## L'associazione tecnologica senza scopi lucrativi
Da Marzo 2010, la Rosetta Foundation è diventata un membro della Nonprofit Technology Enterprise Network (NTEN).
La NTEN è un'organizzazione fondata nel 2000 composta persone e organizzazioni a scopo non lucrative. NTEN aspira ad un mondo in cui tutte le migliori organizzazioni a scopo non lucrativo usino la tecnologia per far fronte alle esigenze della nostra comunità e riescano nelle loro missioni. Uno degli obiettivi della NTEN è quello di offrire opportunità di networking tra i suoi membri e uno scambio di conoscenza che riguardi problemi relativi alla tecnologia. Inoltre, l'associazione offre programmi educativi e formativi e mira a fornire accesso a prodotti scontati e servizi e scopo non lucrativo.